# Фриштак
Фриштак (пол. Frysztak, нім. Freistadt) — село в Польщі, у гміні Фриштак Стрижівського повіту Підкарпатського воєводства.
Населення — 1125 осіб (2011).

## Географія
Розташоване на пагорбі, біля підніжжя якого протікає річка Віслок.

## Історія
За традицією вважається, що поселення отримало права міста як німецька колонія під назвою Фриштат (Frysztat, Freistadt) в 1366 р. за часів короля Казимира ІІІ і володіло ними понад 500 років — до втрати в 1932 р.
1375 року абат Копшивницького монастиря Конрад надав війтівство у містечку Фриштак сину Бертольда та Гарбальдові.
Наприкінці ХІХ ст. містечко Фриштак входило до складу Ясельського повіту.
У 1975-1998 роках село належало до Ряшівського воєводства.

## Демографія
Демографічна структура станом на 31 березня 2011 року:
|          | Загалом | Допрацездатний вік | Працездатний вік | Постпрацездатний вік |
| -------- | ------- | ------------------ | ---------------- | -------------------- |
| Чоловіки | 543     | 107                | 370              | 66                   |
| Жінки    | 582     | 113                | 346              | 123                  |
| Разом    | 1125    | 220                | 716              | 189                  |

## Релігія
Найдавніші згадки про парафію у Фриштаку походять з 1527 року. Наприкінці ХІХ ст. в містечку діяв дерев'яний парафіяльний костел Рідзва Пресвятої Діви Марії, про дату та фундаторів будівництва якого не було відомостей.
До етнічних чисток 1945-1947 рр. греко-католики села належали до парафії Ріпник Короснянського деканату.

## Відомі люди
- Клішевська Кароліна (дівоче — Веселовська; сценіч. — Карлінська; 1864—1927) — українська і польська співачка (сопрано)
- Людвік де Лаво (пол. Ludwik de Laveaux) — польський військовик, генерал бригади, уродженець Фриштака.[5]